# Gerald Kargl
Gerald Kargl (Villaco, 1953) è un regista e sceneggiatore austriaco.
È noto soprattutto per aver diretto e sceneggiato il film Angst del 1983, storia di un malato di schizofrenia che, dopo essere stato rilasciato dal carcere, ricomincia a dare sfogo al suo istinto omicida.

## Filmografia
- Ratatata – cortometraggio (1977)
- Skiszenen mit Franz Klammer – cortometraggio (1980)
- Das vertraute Objekt – cortometraggio (1981)
- Angst (1983)